# Saint-Michel-d’Halescourt
Saint-Michel-d’Halescourt település Franciaországban, Seine-Maritime megyében. Lakosainak száma 119 fő (2022. január 1.). Saint-Michel-d’Halescourt Gaillefontaine, Grumesnil, Haussez és Pommereux községekkel határos.

## Népesség
A település népessége az elmúlt években az alábbi módon változott:
| Lakosok száma | 104  | 119  | 126  | 122  | 121  | 118  | 116  | 116  | 119  |
|               | 2013 | 2015 | 2016 | 2017 | 2018 | 2019 | 2020 | 2021 | 2022 |